# Christiane Karg
Christiane Karg (née le 6 août 1980) est une soprano allemande. Elle est connue pour ses rôles dans des pièces de Mozart au Festival de Salzbourg et a fait une carrière internationale.

## Carrière
Née à Feuchtwangen, en Bavière, Karg a étudié au Mozarteum avec Heiner Hopfner, et avec Wolfgang Holzmair pour le Lied. Elle a étudié le répertoire italien pendant six mois au conservatoire de Vérone.  Elle a obtenu son diplôme du Mozarteum en 2008 et a reçu la médaille Lilli Lehmann. Elle a pris des cours avec Grace Bumbry, Mirella Freni, Robert Holl et Ann Murray, entre autres. 
Karg a fait ses débuts au Festival de Salzbourg en 2006, dans le rôle de Melia dans Apollo et Hyacinthus de Mozart et dans le rôle de Weltgeist dans son Die Schuldigkeit des ersten Gebots. Un an plus tard, elle y apparaît dans le rôle de Madame Silberklang dans Der Schauspieldirektor et dans le rôle principal de son Bastien und Bastienne,,. 
À partir de la saison 2008-2009, Karg fait partie de l’Opéra de Francfort où elle apparaît dans le rôle de Susanna dans Les Noces de Figaro, de Pamina dans La Flûte enchantée, de Musetta dans La Bohème de Puccini, de Zdenka dans Arabella de Richard Strauss et elle tient le rôle-titre dans Pelléas et Mélisande de Debussy,. Elle apparaît dans le rôle de Sophie dans Der Rosenkavalier de Strauss, à Francfort, dirigée par Sebastian Weigle, au Semperoper dirigée par Christian Thielemann et à La Scala.  Elle fait ses débuts au Royal Opera House en 2015 dans le rôle de Pamina dans La Flûte enchantée.
Elle a interprété le rôle de soprano solo dans la deuxième symphonie de Mahler lors d'une représentation au Festival de musique de Rheingau en 2017 à l'abbaye d'Eberbach, dirigée par Christoph Eschenbach, avec Gerhild Romberger, l'ensemble vocal du SWR, le chœur Chor des Bayerischen Rundfunks et l'orchestre symphonique de la SWR.

## Prix
- 2007 : Neue Stimmen (6e prix) [6]
- 2008 : Prix spécial pour Oratorio / Lied au concours international de chant "Tenor Viñas" du Liceu à Barcelone [7]
- 2008 : Prix de la Fondation Hamel au Festival de musique Schleswig-Holstein [8]
- 2009 : Jeune artiste de l'année 2009  du magazine Opernwelt [2]
- 2010 : Lauréate de l'ECHO Klassik 2010 dans la catégorie "Jeune artiste", "chanteuse" [2]
- 2016 : Lauréate de l'ECHO Klassik 2016 dans la catégorie "Solistische Einspielung" (enregistrement solo) [9]
- 2018 : Prix Brahms[10]